# Odobéré
Odobéré  est une commune du Sénégal située à l'est du pays.
Créée en 2011, elle fait partie du département de Kanel et de la région de Matam. Auparavant le village faisait partie de la communauté rurale de Wouro Sidy.